# Mariposa Pontiac
«Mariposa Pontiac - Rock del país» o también conocida simplemente como «Mariposa Pontiac», es una canción y sencillo del grupo de rock argentino Patricio Rey y sus Redonditos de Ricota, editado en el álbum Luzbelito, es una de las canciones más significativas del grupo y una de las más exitosas. Siendo reconocida por la página de Rock.com.ar en su lista de 100 mejores canciones nacionales.

## Composición y presentación
Poco se sabe sobre el origen de la canción temporalmente, aunque se destaca que la presentación más vigente fue en Salta en 1978 en una gira que realizaba la agrupación. Su primera edición fue en su primer demo oficial lanzado por la discográfica RCA en 1982, mucho tiempo antes que el lanzamiento de álbumes de estudio, en donde se incluían también temas como Nene nena, Pura Suerte y Superlógico que tuvieron un gran éxito en las radios. Después de 14 años del demo, la canción sería editada como el décimo tema de Luzbelito, en 1996.

## Significado
La canción habla sobre un joven que invita a una joven a liberarse de la prisión creada por el centro, es decir, la zona desarrollada o la metrópolis de una sociedad, y que se acerque a la zona suburbana donde vivía el joven. Dando a entender que habla sobre las diferencias sociales que había en el país en esos momentos. En cuanto al nombre de la canción es un halago, mejor dicho un piropo, a la joven ya que Pontiac refiere a un automóvil norteamericano del que se destacaba su parte delantera, fusionado a Mariposa.
Otro de los significados posibles es que durante los inicios de la banda, en 1978, supuestamente existía una mujer que iba seguido a los recitales de Los Redondos, a quien le decían "Mariposa" y tenía un auto de la marca "Pontiac".
En cuanto a Rock del País, se relaciona a los recitales de la Argentina en la época.

## Reconocimientos
Fue reconocida por la página Rock.com.ar como la 3° mejor canción del rock argentino, en la lista Las 100 de los 40 realizada en 2007.